# Filip (cap de la cavalleria)
Filip (en llatí Philippus, en grec antic Φίλιππος), fill de Menelau, fou un oficial macedoni al servei d'Alexandre el Gran.
Va dirigir la cavalleria de Tessàlia i dels altres auxiliars grecs al servei d'Alexandre. Se'l menciona com el comandant de la cavalleria que va prestar importants serveis a les batalles del Grànic i d'Arbela. Quan la major part de la tropa auxiliar va retornar a Tessàlia, Filip va acompanyar a Alexandre amb la resta de les tropes i apareix mencionat durant l'avanç cap a Bactriana.